# Sergei Tchoban
Sergei Tchoban (en ruso: Сергей Энверович Чобан/ Sergei Enwerowitsch Tchoban, transliteración científica Sergej Ėnverovič Čoban) Leningrado, 9 de octubre de 1962 (62 años) es un arquitecto alemán de origen ruso.

## Vida
Nació en Leningrado en una familia de científicos. Su padre, Enver Abdurachmanovich Tchoban, fue físico y profesor numerario de la Universidad Politécnica y su madre, Irina Solomonovna Tchoban, trabajó en la misma institución como ingeniera de turbinas. Su abuelo, Solomon Abrámovich Kantor, también fue profesor numerario de la Universidad Politécnica. De 1973 hasta 1980 Tchoban cursó enseñanza media en la Academia de Bellas Artes, de 1980 hasta 1986 estudió en la Facultad de Arquitectura del Instituto Repin de Pintura, Escultura y Arquitectura (clase de Sergei Speranski y Valerian Volonsevich). Después de sus estudios trabajó en el taller de arquitectura de Weniamin Fabrizkij hasta empezar en 1989 su actividad de arquitecto autónomo en Leningrado. En 1991 Tchoban se mudó a Alemania. En 1992 fue empleado en la oficina de Nietz Prasch Sigl en Hamburgo, de la cual se hizo socio en 1995 y asumió el cargo de director de la oficina en Berlín. La oficina TCHOBAN VOSS Architekten realizó en Berlín según diseños de Tchoban, entre otros, la cinema Cubix, el CityQuartier DomAquarée, el Centro Cultural Judío y la sinagoga Chabad Lubavich en la calle Münstersche Straße, el hotel nhow Musik- und Lifestylehotel, el Quartier LP 12 – Mall of Berlin así como el Museum for Architectural Drawing (Museo de Dibujos Arquitectónicos).Sergei Tchoban es dibujante y colecciona dibujos arquitectónicos. Para estimular el interés público en el arte del dibujo arquitectónico fundó la fundación Tchoban Foundation que financia el Museo de Dibujos Arquitectónicos inaugurado en 2013.

## Edificios y proyectos más importantes
Alemania
Diseños para complejos residenciales, de oficinas y multifuncionales de Sergei Tchoban se realizaron en Alemania y otros países. Varios de ellos fueron premiados e integrados en guías de arquitectura. 
Berlín

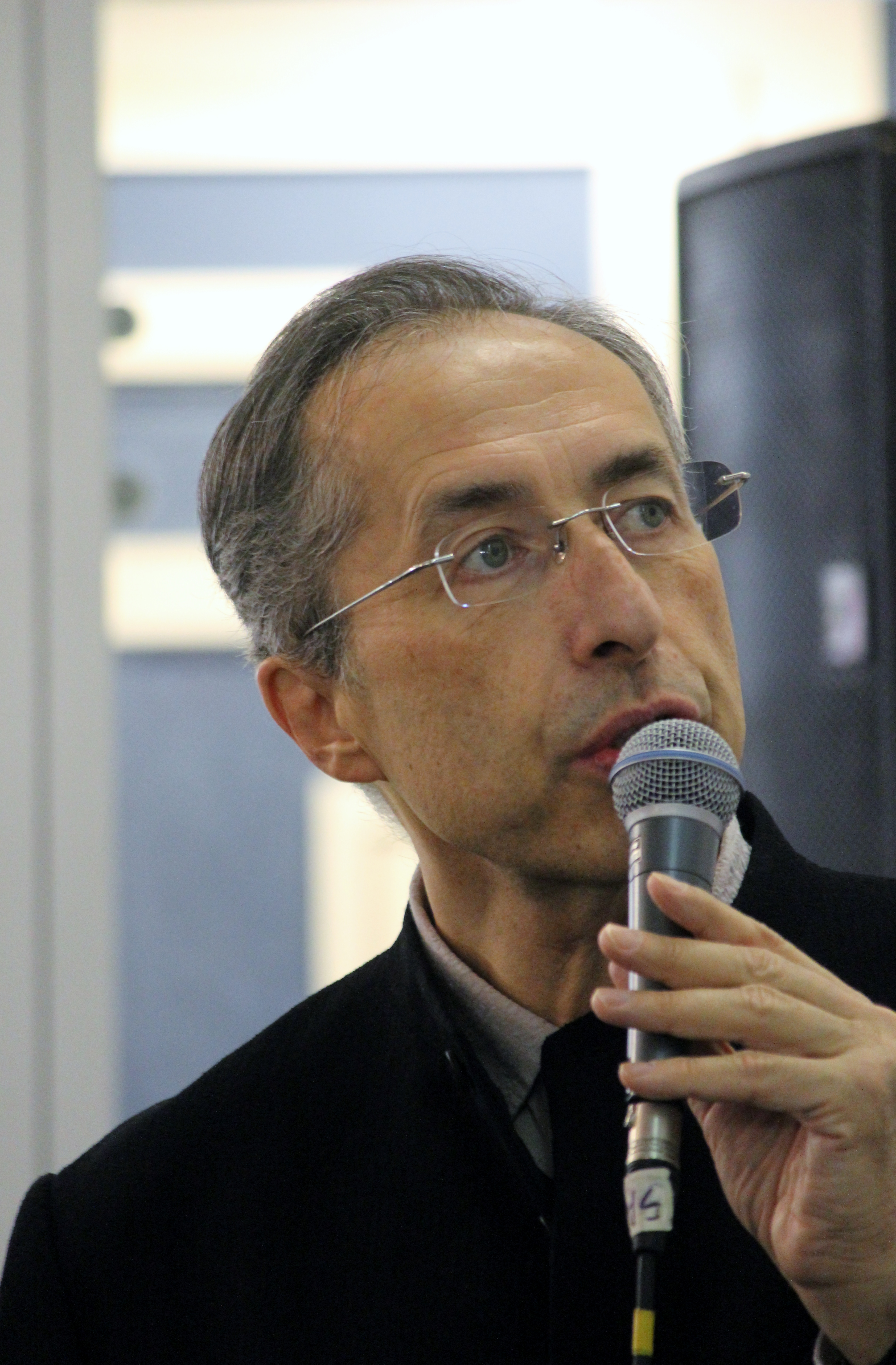
Tchoban en la 20 Feria Internacional Moscovita del Libro Non/fiction 2018

- 1999 – Galería Arndt en los patios Hackesche Höfe
- 2001 – Multiplex cinema Cubix en la plaza Alexanderplatz
- 2004 – CityQuartier DomAquarée
- 2006 – Reconstrucción del edificio Berolinahaus en la plaza Alexanderplatz, construido entre 1929 y 32 según planes de Peter Behrens
- 2007 – Centro Cultural Judío y sinagoga Chabad Lubavich en la calle Münstersche Straße
- 2007 – Tienda de Saturn (cadena alemana de tiendas de informática y electrodomésticos) en el centro comercial Europa-Center[1]
- 2010 – Hamburger Hof, reconstrucción de un antiguo centro de artesanos
- 2011 – nhow Musik- and Lifestylehotel en el puerto fluvial Osthafen
- 2013 – Sede central de Coca-Cola en el puerto fluvial Osthafen
- 2013 – Museum für Architekturzeichnung (Museo de Dibujos Arquitectónicos)
- 2014 – Quartier LP 12 Leipziger Platz – Mall of Berlin (centro comercial) en la plaza Leipziger Platz
- 2015 – Edificio residencial Living Levels en el puerto fluvial Osthafen

Otras ciudades en Alemania
- 1999 – Torre Java-Turm, Hamburgo
- 2006 – Sede central de C&A, Düsseldorf
- 2008 – Complejo multifuncional en la calle Kaiserstraße, Karlsruhe
- 2009 – Sede central de e-plus, Düsseldorf
- 2010 – Meininger Hotel, Fráncfort del Meno
- 2014 – Complejo residencial Speicherstadt (complejo de almacenes) Potsdam

Proyectos internacionales
- 2003 – primer premio en el concurso para el complejo Federation Complex en el centro de Moscú (junto al profesor Peter Schweger). La torre „Sapad“ (Oeste) se terminó en 2008, la finalización de la torre „Vostok“ (Este) está prevista para el año 2015.

## Premios
- 1998 – Premio Alemán de Urbanismo, premio Walter-Hesselbach-Preis – reconocimiento especial para el complejo residencial „Trabrennbahn Farmsen“ (Hipódromo para carreras al trote Farmsen), Hamburgo
- 2003 – Premio Alemán de Arquitectura Interior – reconocimiento por el cinema Cubix, Berlín, con la oficina Schwitzke und Partner, Düsseldorf
- 2005 – Premio Alemán de Piedra Natural – Mención Especial para el CityQuartier DomAquarée, Berlín
- 2008 – Diploma de Oro en la categoría „Edificios“ en el marco del 16.º Festival Internacional „Zodchestvo“ para el complejo residencial „Casa al Mar“, San Petersburgo
- 2009 – ArchiP para edificios públicos en la categoría „Tradición“ para el interior del Centro Cultural Judío y la sinagoga Chabad Lubavich, Berlín
- 2009 – Best Building Awards. Premio del público para el edificio de Benios, San Petersburgo
- 2009 – FIABCI Prix d'Excellence Awards en la categoría „Edificio de Oficinas“ para el complejo „Federazija“, Moscú
- 2010 – The International Architecture Award 2010 para el Centro Cultural Judío y la sinagoga Chabad Lubavich, Berlín
- 2011 – Sergei Tchoban es premiado por la Asociación Rusa de Arquitectos con la Medalla Vasili Bazhenov „Para Arquitectura Excelente“.
- 2011 – Edificio del Año de 2011. Premio del público para el edificio de oficinas en la calle Leninski Prospect, Moscú
- 2011 – Diploma de Oro del primer concurso ruso „Cristal en la Arquitectura“ para el complejo multifuncional con el sede central del Banco San Petersburgo, San Petersburgo
- 2011 – Immobilien-Award-Berlin (Galardón a Inmeubles de Berlín) 2011 para el hotel nhow Musik- und Lifestylehotel, Berlín
- 2011 – The International Architecture Award 2011 para el Hamburger Hof, Berlín
- 2012 – Sergei Tchoban fue premiado Arquitecto del Año con Sergei Kuznetsov en el marco de la exposición internacional de arquitectura „Arch Moscow“.
- 2012 – Grand Prix en el marco de los premios Best Office Awards 2012 para el diseño interior de la oficina del VTB Group en el complejo „Federazija“, Moscú
- 2012 – „Cinco estrellas, Best Office Architecture“ para el edificio de oficinas en la calle Leninski Prospect, Moscú y „Mención Especial, Arquitectura, Residencial Múltiple“ para el complejo residencial Granatny 6, Moscú en el marco de los galardones International Property Awards 2012
- 2012 – „Mención Especial“ en el marco de la XIII Bienal de Arquitectura de Venecia para la exposición „i-city / i-land“
- 2013 – Iconic Awards 2013 y Interior Design’s Best of the Year Awards 2013 para la exposición „i-city / i-land“
- 2013 – „Mención Especial“ en el marco de los galardones Architectural Review Future Projects Awards 2013 así como „Best of Best“ premio de los „Iconic Awards 2013“ del Consejo Alemán de Diseño para el edificio Museum für Architekturzeichnung (Museo de Dibujos Arquitectónicos), Berlín
- 2014 – „Joint Winner“ de los AR+D Emerging Architecture Awards 2013, London, „Mención Especial“ en el marco del World Architecture Festival en Singapur, „The International Architecture Award 2014“ del museo Chicago Athenaeum Museum for Architecture and Design, preselección para el premio DAM para arquitectura en/de Alemania, „ Mención Especial“ en el marco del AIT Award 2014 así como „ Mención Especial “ en la categoría Museos del galardón Architizer A+ Awards 2014 para el Museum für Architekturzeichnung (Museo de Dibujos Arquitectónicos), Berlín
- 2014 – Sergei Tchoban fue premiado con el premio del jurado del 40.º concurso KRob Architectural Delineation Competition así como con el „Jed Morse Juror Rendering Award“ en el marco de Architecture in Perspective 29 de la American Society of Architectural Illustrators (ASAI).
- 2015 – Sergei Tchoban fue premiado con el Award of Excellence en la categoría „Vedute“ y con el Informal Category Award en la „Imaginación arquitectónica“ en el marco de Architecture in Perspective 30 de la American Society of Architectural Illustrators (ASAI).

## Exposiciones
Es curador y participante de numerosas exposiciones de arte y arquitectura
- 1996 – Torre „Java Turm“, Galería Aedes, Berlín
- 1999 – „Fünf gezeichnete Welten“ (Cinco Mundos Dibujados), Galería Aedes, Berlín
- 2001 – „Armario para Planos Moscú“, galería ifa-Galerie, Berlín; expuesto también en Bonn y Stuttgart
- 2003 – „Arqueología de Moscú de Sergei Tchoban“, Museo Estatal de Arquitectura Schúsev, Moscú
- 2005 – „Sergei Tchoban. Berlín-Moscú. Nuevos Proyectos“, Galería Aedes, Berlín
- 2005 – „Peter Schweger. Sergei Tchoban. Federation Tower“, Museo Estatal de Arquitectura Schúsev, Moscú
- 2007 – „Peter Schweger. Sergei Tchoban. Arquitectura para la ciudad“, Museo de la Academia de Bellas Artes, San Petersburgo
- 2007 – „Petersburger Hängung“, galería Architektur Galerie Berlín
- 2008 – Participación en la exposición „ArChess“ en el pabellón ruso en la 11.ª Bienal de Arquitectura de Venecia
- 2008 – „sergei tchoban – dibujar, planificar, construir“, Deutsche Werkstätten Hellerau, Dresde
- 2009 – „Aqua“, Galería Antonia Jannone, Milán
- 2009 – „Wiederentdeckung Sretenkas“ (Redescubrimiento de Sretenka), Galería Aedes Land, Berlín
- 2009 – „Europa Kai“, Galería Aedes, Berlín
- 2009 – „Emergency Reserve. Industrial Architecture of the Past – a Resource for the Future” (Reservas de emergencia. Arquitectura industrial del pasado – un recurso para el futuro) en el marco del 17.º Festival Internacionial „Zodchestvo 2009“, Pabellón Central de Exposiciones Pista del Circo, Moscú
- 2010 – „Factory Russia“, proyecto para la revitalización de la antigua ciudad industrial Vyshni Volochok en el marco de la 12.ª  Bienal de Arquitectura de Venecia (comisionado con Pavel Khoroshilov y Grigory Revzin)
- 2010 – „Architekturwelten“ (Mundos Arquitectónicos, DAM Deutsches Architekturmuseum (Museo Alemán de Arquitectura), Fráncfort del Meno
- 2010 – „The Golden Age of Architectural Graphic Art“ (La Edad Dorada de Artes Gráficos Arquitectónicos), Museo Estatal de Bellas Artes Pushkin, Moscú
- 2011 – „À la source de l’Antique. La collection de Sergei Tchoban“, École nationale supérieure des beaux-arts de París
- 2012 – „Architectural Library“, Museo del Hermitage, San Petersburgo
- 2012 – „INTERNI“, Milán – instalación „The Architect’s Eye“ (el ojo del arquitecto) (con Sergei Kuznetsov)
- 2012 – „i-city/i-land“, exposición en el pabellón ruso en el marco de la 13.ª  Bienal de Arquitectura de Venecia (comisionado con Grigory Revzin, co-comisarios: Sergei Kuznetsov y Valeria Kashirina)
- 2013 - „АРХ Москва“, 17.ª  Exposición Internacional de Arquitectura y Diseño, Moscú - "Arquitecto del Año" (con Sergei Kuznetsov )
- 2013 – „INTERNI“, Milán – instalación „Golden River“ (Río dorado) (con Sergei Kuznetsov y Marco Bravura)
- 2013 – „Northern Vision“, Sir John Soane’s Museum, Londres
- 2014 – „INTERNI“, Milán – instalación „U_cloud“ (con Sergei Kuznetsov y Agniya Sterligova)
- 2014 – „Only Italy!“ (Solo Italia), Galería Estatal Tretjakov, Moscú
- 2014 – „Forging Big Architecture. Soviet Competitions of the 1920-50s“ (Forjar gran arquitectura. Concursos soviéticos de los años 1920-50), Museo Estatal Schúsev, Moscú (comisionado)
- 2015 – „Loosing Face. Jan Vanriet“, (Perdiendo Apariencia. Jan Vanriet). Museo Judío y Centro para la Tolerancia, Moscú (diseño de exposición con Agniya Sterligova)
- 2015 – Pabellón ruso en la EXPO 2015 en Milán
- 2015 – „INTERNI“, Milán – instalación „Living line“ (con Sergei Kuznetsov y Agniya Sterligova)